# Piano Young
Il piano Young, che sostituì il piano Dawes, è un piano di natura economica sulle riparazioni di guerra da parte della Germania dopo la prima guerra mondiale;
è possibile definirlo come la "fine di ogni pregiudizio politico" nella questione delle riparazioni.

## Descrizione
Il piano trae origine dall'accordo di Ginevra stipulato il 16 settembre 1928 col consenso delle cinque principali nazioni creditrici, che disposero la riunione di un comitato di esperti, dotato di un mandato per elaborare "proposte per un regolamento completo e definitivo del problema delle riparazioni".
I lavori iniziarono il 9 gennaio del 1929.
Dopo che il piano Dawes era divenuto operativo dal 1924, era risultato chiaro che la Germania non avrebbe potuto onorare gli esorbitanti pagamenti annuali, specialmente su un periodo di tempo indefinito, perciò si elaborò un nuovo piano, che venne presentato alle parti dalla commissione presieduta dallo statunitense Owen D. Young.
Il piano Young riduceva il debito di un 20% e lo suddivideva in rate da pagare in 58 anni (l'ultima nel 1988); inoltre, divideva il pagamento annuale (nell'ordine dei 473 milioni di dollari) in due parti: una parte senza condizioni, per un terzo della somma, e la restante parte che poteva essere posposta.

Nel contesto del piano Young venne inoltre istituita nel 1930 la Banca dei Regolamenti Internazionali, la quale avrebbe dovuto svolgere il ruolo di mandatario (trustee) nel pagamento delle riparazioni di guerra ed i debiti interalleati.

## Stipula
L'accordo venne raggiunto nell'agosto del 1929 con la conferenza dell'Aja e il 13 marzo il presidente tedesco Paul von Hindenburg, nonostante la contrarietà dell'opinione pubblica, firmò il piano che entrò in vigore da maggio.
Il piano Young ebbe la sfortuna di esser varato a poco tempo di distanza dalla crisi economica che pochi mesi dopo (ottobre 1929) colpirà il mondo intero e inciderà maggiormente proprio su quelle economie che più dipendevano dai prestiti esteri e dal mercato finanziario.

## Esito
Nel maggio del 1931 il Creditanstalt austriaco di Vienna, una delle banche più grandi d'Europa, sospese i pagamenti. Il panico si diffuse in Ungheria, Cecoslovacchia, Romania, Polonia e soprattutto in Germania, dove nel giugno del 1931, un massiccio ritiro di fondi (bank run) determinò il fallimento di diverse banche. In base al piano Young la Germania era tenuta ad un ulteriore pagamento in conto riparazioni il 1º luglio. Negli Stati Uniti il presidente Herbert Hoover fu costretto dalle circostanze a riconoscere l'interdipendenza tra debiti di guerra e riparazioni inflitte alla Germania e propose il 20 giugno 1931 una moratoria di un anno su tutti i pagamenti intergovernativi di debiti e riparazioni, ma era troppo tardi per arrestare il panico.
Il 21 settembre 1931 il governo del Regno Unito autorizzò la Banca d'Inghilterra a sospendere la convertibilità della sterlina in oro. Argentina, Australia, e Cile avevano già abbandonato il gold standard o sistema aureo. Tra il settembre del 1931 e l'aprile del 1932 ventiquattro paesi abbandonarono il gold standard, gli altri sospesero i pagamenti in oro.
Alla conferenza di Losanna (1932), in Svizzera, si discussero tra le principali potenze europee le conseguenze della scadenza della moratoria di Hoover. Nonostante gli europei fossero d'accordo sul porre fine alle riparazioni e con esse ai debiti di guerra, l'accordo non fu mai ratificato per l'insistenza degli Stati Uniti sull'indipendenza delle due questioni: riparazioni e debiti di guerra, che per ciò caddero nel dimenticatoio.
Toccò ad Adolf Hitler, al collasso della Repubblica di Weimar nel 1933, porre fine alla "schiavitù degli interessi". Solo la Finlandia pagò interamente il proprio piccolo debito verso gli Stati Uniti.